# Bernadette Soubirous
Bernadette Soubirous (7. ledna 1844, Lurdy, Francie – 16. dubna 1879, Nevers, Francie), známá jako svatá Bernadetta, byla chudá francouzská dívka, které se v Lurdech, kde žila, údajně mnohokrát zjevila Panna Maria. Dívce zde ukázala léčivý pramen a žádala ji, ať na místě nechá vystavět kostel. Bernadette se později stala řeholnicí. Celý život však měla slabé zdraví, zemřela ve věku 35 let.
Díky jejím viděním se z Lurd stalo jedno z nejvýznamnějších poutních míst na světě. Bernadetta byla v roce 1925 blahořečena, o osm let později prohlášena za svatou.

## Životopis
Bernadette se narodila jako nejstarší ze šesti dětí ve velmi chudé rodině. Jejími rodiči byli prostý mlynář François Soubirous (1807–1871) a jeho manželka Louise, rozená Casterotová (1825–1866). Bernadette bývala od dětství hodně nemocná, trpěla astmatem. Starala se o mladší sourozence, pásla ovce. Školu ale nenavštěvovala.
Dne 11. února 1858, když sbírala s dalšími dívkami dřevo u řeky Gavy před jeskyní Massabielle, uslyšela šum a poté uviděla ve zlatavém oblaku ve skalním výklenku krásnou ženu v dlouhém bílém rouchu s růžencem v rukou. Během pěti měsíců se tato žena Bernadette zjevila celkem osmnáctkrát. Nikdy se nepředstavila, ke své identitě sdělila pouze, že je Neposkvrněné početí („Què soy l'immaculada councepciou,“ řekla prý dívce místním dialektem, tedy: „Jsem Neposkvrněné početí.“). Také dívku vyzvala, aby u jeskyně nechala postavit kostel.
Dne 25. února 1858 ukázala dívce, kde najde zapomenutý léčivý pramen. Bernadette jej po překonání jistých nesnází skutečně nalezla. Pramen stále sílil, a když jistý nevidomý člověk po omytí jeho vodou opět uviděl, začalo po tomto zázraku přicházet do Lurd mnoho lidí.
V roce 1862 začala Bernadette přemýšlet, že vstoupí do kláštera. Avšak až v létě 1866 se stala členkou řádu Milosrdných sester při kostele sv. Gildarda v Nevers a přijala řeholní jméno Marie Bernarda – Marie po Bohorodičce, Bernarda po své kmotře, matčině sestře Bernarde Casterotové (1823–1907).
V klášteře se učila číst a psát, snažila se pomáhat nemocným, modlit se za hříšníky a svou veselostí povzbuzovat druhé.
Avšak Bernardettě nesloužilo zdraví. Během svého působení v klášteře několikrát onemocněla. V roce 1875 trpěla rozvinutým astmatem, tuberkulózou kostí, rakovinou a revmatismem. Zemřela 16. dubna 1879 ve věku 35 let.

## Zajímavosti

### Odezva v kultuře
V roce 1940 slíbil sklíčený český židovský spisovatel Franz Werfel u místa zjevení před jeskyní Massabielle, že pokud se mu podaří utéct do Ameriky před nacistickou persekucí, bude „zpívat píseň o Bernadettě“. Později se mu opravdu podařilo uprchnout a svému slibu dostál – v roce 1941 vydal knižně román s prvky dokumentu „Píseň o Bernadettě“, který pojednává o zjeveních a životě svaté Bernadetty Soubirousové. V roce 1943 byl také podle jeho knihy natočen stejnojmenný film.

### Neporušené tělo

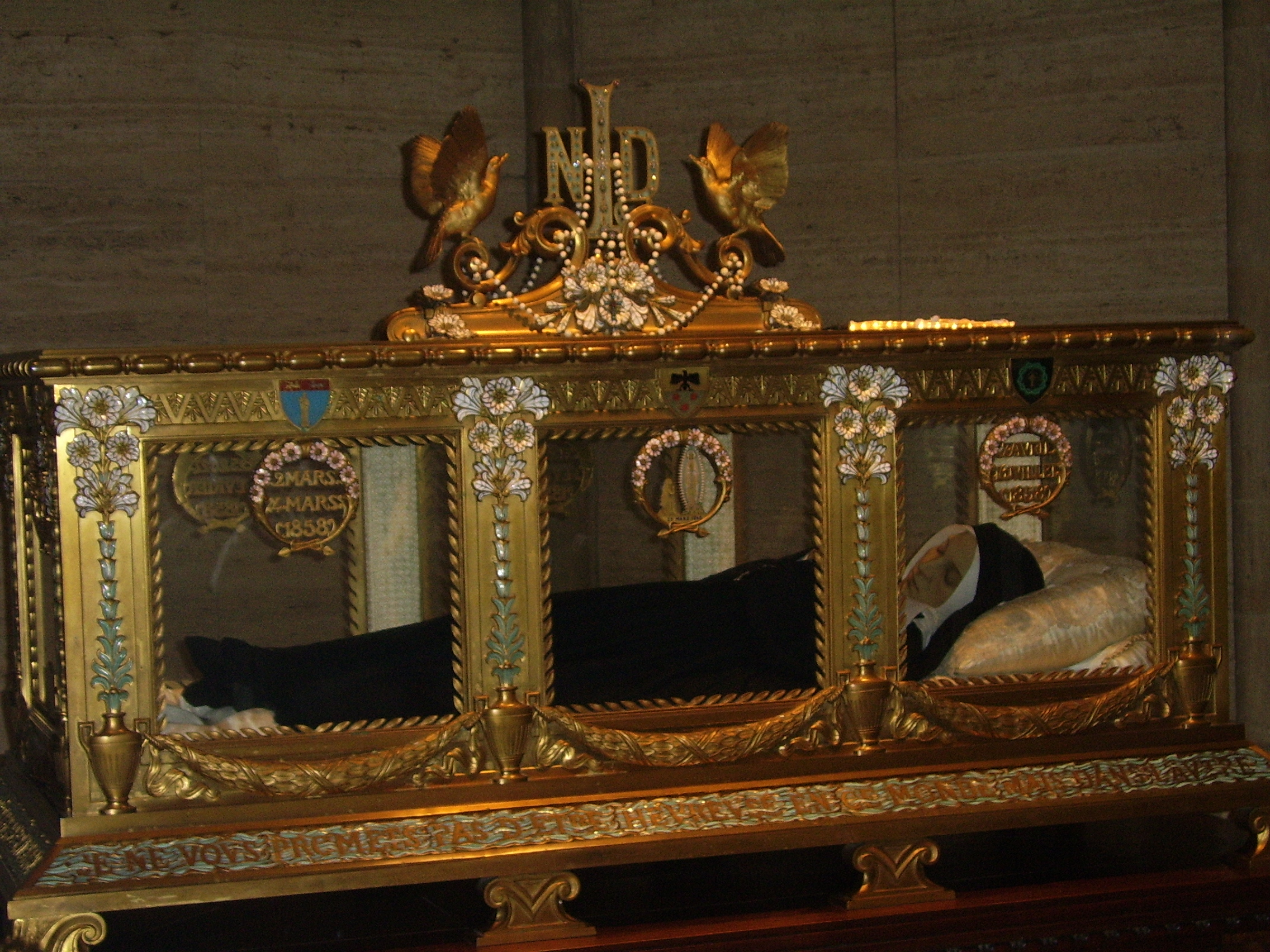
Ostatky sv. Bernadetty vystavené v Nevers

Tělo Bernadetty bylo třikrát exhumováno – v letech 1909, 1919 a 1925. Po první exhumaci bylo shledáno neporušené a tento zázračný fakt byl předkládán jako jeden z argumentů pro její kanonizaci.

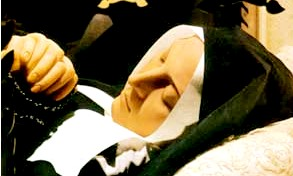
Bernadette Soubirous

Více než 130 let po smrti jsou ostatky světice stále vystavovány a údajně nepodléhají rozkladu. Její tvář a ruce, což jsou jediné viditelné části jejího těla, jsou však kryty tenkou vrstvou vosku. Důležitým faktorem, který významně zpomaluje přirozené rozkladné procesy, je také uložení těla ve vzduchotěsně uzavřené schránce.